# 西志和村
西志和村（にししわむら）は、広島県賀茂郡にあった村である。

## 地理
東は本郡東志和村、西は安佐郡狩小川村に連り、南は安芸郡上瀬野村、北は高田郡三田村に接し、東南は瀬野川を以て本郡川上村と境し、東北は同郡志和堀村、西南は安芸郡下瀬野村と隣する。『和名抄』、賀茂郡志芳郷の西部に当たる。

## 沿革
- 1889年（明治22年）4月1日 - 町村制の実施に際し、志和西、別府、奥屋、冠、七条椛坂の5村を合併し西志和村と称した[3]。
- 1955年（昭和30年）8月1日 - 志和堀村、東志和村、西志和村の3村が合併して志和町が発足。

## 行政
村長、助役、収入役は以下の通りである。

### 村長
- 佐々木静夫[3]
- 三宅太郎一（豪農、広島県大地主会員）[4]
- 矢野久二郎[3]
- 津川藤右衛門[4]
- 加藤順一[3]
- 大山正樹[4]（広島県多額納税者、酒造家、名望家[5]）
- 宍戸市太郎[4]

### 助役
- 黒川琢實[1][4]

### 収入役
- 藤野見一[1]

## 人口
1912年末の戸数・人口は、910・5657。1930年に刊行された『市町村治績録 改訂第2版』によると、戸数820、人口3850。

## 経済

### 産業
農産、工産、林産、畜産あり。1930年に刊行された『市町村治績録 改訂第2版』によると、蚕業276412円、畜産12111円、林産42480円、水産3410円、鉱産125円、その他159421円。
農業
村民のほとんどは農業を営んでいる。『大日本篤農家名鑑』によれば、西志和村の篤農家は矢野、土井、近藤、植木、池田、遠田、山中姓の人物がいた。

## 地域

### 医療
『大日本医師名簿』によれば、西志和村の医師は石津静衛（内科医）、大井俵（全科医）、高橋幸、坪井義晴などがいた。

### 教育
- 西志和尋常高等小学校[1][3]
  - 財満二朗（西志和小学校長）[4]

## 出身・ゆかりのある人物
- 岸田幾太郎（材木商、呉服商） - 奥屋村出身。
- 岸田光太郎（材木商） - 岸田幾太郎の弟。
- 岸田正記[1]（不動産業、幾久屋百貨店店主[10]、衆議院議員[11]） - 満州国にて土地家屋経営に従事[11]。岸田不動産商事社、幾久屋百貨店を経営[11]。岸田幾太郎の長男。内閣総理大臣岸田文雄の祖父。
- 岸田正次郎（百貨店重役） - 幾久屋百貨店専務理事[12]。
- 谷川昇（官僚、衆議院議員）
- 谷川和穂（衆議院議員）